# Bulletproof
A Bulletproof egy kislemez az angol elektropop duótól, a La Roux-tól, mely debütáló albumokon kapott helyet. A csapat két tagja írta dalt, és a produceri munkálatokat is ők végezték. A szerzemény az Egyesült Királyságban 2009. június 21-én jelent meg digitálisan. A kritikusok és a közönség szemszögéből is rendkívül sikeres lett a szám. 2 millió példány kelt el a műből az Egyesült Államokban.

## Fogadtatása
A Bulletproof pozitív értékeléseket kapott a kritikusoktól. Nick Levine a Digital Spy-től így jellemezte a számot: "fényes, pattogó elektropop a kórussal, mely éppoly közvetlen, mint az In for the Kill-ben. Jackson hangja kevésbé éles, mint általában..." A dal a Rolling Stone oldalán elérte a 25. helyezést a "2009 legjobb 25 számai" nevezetű listán.

## Videóklip
A The Holograms@UFO rendezésével készült a videó, mely retró stílusú mintákkal és absztrakt formákkal kezdődik. Aztán a kamera Elly Jackson-t, az énekesnőt mutatja egy székben ülvő, világos környezetben, csukott szemmel. Később elhagyja ülőhelyét, mialatt a dalt énekli. A videó során rengeteg sötét és világos 3D-s forma bukkan fel. A kisfilm végén Jackson visszaül székére. 2009 májusában jelent meg a videóklip a La Roux hivatalos YouTube csatornáján.

## Feldolgozások
Egy dél-koreai popsztár, NS Yoon Ji részleteket helyezett Don't Go Back című kislemezébe. Egy ausztrál zenekar, az Aston  2010-es albumán helyett kapott a Bulletproof feldolgozása. Hasonlóképpen a Family Force 5 és a Kidz Bop 19 is felvették saját változatukat a dalból. Natalia Kills angol énekesnő egy akusztikus verziót énekelt el élőben.

## Dallista
| 1. | Bulletproof              |  |  | 3:25 |
| 2. | Bulletproof (Zinc Remix) |  |  | 4:49 |
| 3. | Bulletproof (Tepr Remix) |  |  | 5:36 |

| 1. | Bulletproof |  |  | 3:25 |

| 1. | Bulletproof                        |  |  | 3:25 |
| 2. | Bulletproof (Zinc Remix)           |  |  | 5:48 |
| 3. | Bulletproof (Tepr TsunAimee Remix) |  |  | 5:36 |

| 1. | Bulletproof                          |  |  | 3:25 |
| 2. | Bulletproof (Tepr TsunAimee Remix)   |  |  | 5:35 |
| 3. | Bulletproof (Zinc Remix)             |  |  | 5:48 |
| 4. | Bulletproof (Lagos Boys Choir Remix) |  |  | 5:16 |

## Elért helyezések
| Slágerlisták (2009-10)           | Legjobb helyezés |
| -------------------------------- | ---------------- |
| Australian Singles Chart         | 5                |
| Austrian Singles Chart           | 3                |
| Belgian Singles Chart (Flandria) | 5                |
| Belgian Singles Chart (Wallónia) | 20               |
| Canadian Hot 100                 | 45               |
| Czech Airplay Chart              | 21               |
| Danish Singles Chart             | 25               |
| Dutch Top 40                     | 29               |
| European Hot 100 Singles         | 6                |
| German Singles Chart             | 13               |
| Hungarian Airplay Chart          | 28               |
| Irish Singles Chart              | 5                |
| Japan Hot 100                    | 89               |
| New Zealand Singles Chart        | 7                |
| Norwegian Singles Chart          | 18               |
| Polish Airplay Chart             | 2                |
| Slovak Airplay Chart             | 16               |
| Swedish Singles Chart            | 47               |
| Swiss Singles Chart              | 42               |
| UK Singles Chart                 | 1                |
| US Billboard Hot 100             | 8                |
| US Hot Dance Club Songs          | 1                |

## Megjelenési dátumok
| Ország             | Dátum            | Kiadó                  | Formátum                   |
| ------------------ | ---------------- | ---------------------- | -------------------------- |
| Egyesült Királyság | 2009. június 21. | Polydor                | Digitális EP               |
| Egyesült Királyság | 2009. június 22. | Polydor                | CD kislemez, 7" kislemez   |
| Egyesült Államok   | 2009. július 21. | Cherrytree, Interscope | CD kislemez, digitális EP  |
| Egyesült Államok   | 2010. május 11.  | Cherrytree, Interscope | digitális EP (The Gold EP) |